# Sofroni (escriptor)
Sofroni (Sophronius, Σωφρόνιος) fou un escriptor eclesiàstic grec contemporani i amic de Jeroni d'Estridó que la dedica una secció al seu tractat De Viris Illustribus on diu que va escriure les "Pregàries de Betlem" quan era molt jove i després va compondre un excel·lent treball anomenat De Subversione Serapis (sobre la destrucció del temple de Serapis a Roma el 389; va traduir al grec De Virginitate ad Eustochium i Vita Hilarionis monachi; també va traduir una obra de l'hebreu al llatí. Florí a la segona meitat del segle iv.
Fabricius li atribueix l'obra "En defensa de Basili contra Eunomiu" (ὐπὲρ Βασιλείου κατὰ Εὐνομίου). Erasme de Rotterdam li atribueix una obra que seria una versió grega de la Epistola ad Paulam et Eustochium de Adsumtione Mariae Virginis de Jerònim, però probablement tant l'original com la versió grega són posteriors a l'època de Sofroni.